# Брайтхорн (Штайнернес Меєр)
Брайт́горн (нім. Breithorn, букв. «гора с широкою вершиною») — гора в південній частині хребта Штайнернес Меєр (нім. Steinernes Meer, «Кам'яне море») в окрузі Целль-ам-Зее, федеральна земля Зальцбург, Австрія. Її висота — 2 504 метри над рівнем моря.
З півдня гора являє собою стіну, що підноситься на 1 300 м над Заальфельденом (нім. Saalfelden); а з північного боку полого знижується у вигляді плато до озера Фунтензее (нім. Funtensee) в Баварії, Німеччина.
Сходження на Брайтгорн можливе як з південної сторони, так і через гірський притулок Ріманхаус (нім. Riemannhaus), підйом від якого до вершини Брайтгорна займає близько півтори години.